# Nauruz Tiemriezow
Nauruz Srapilewicz Tiemriezow (ros. Науруз Срапилевич Темрезов; ur. 6 stycznia 1981) – rosyjski i od 2007 roku azerski zapaśnik walczący w stylu wolnym. Olimpijczyk z Pekinu 2008, gdzie zajął siódme miejsce w kategorii 84 kg.
Dziesiąty na mistrzostwach świata w 2010. Zdobył trzy brązowe medale na mistrzostwach Europy w latach 2005 - 2008. Pierwszy w Pucharze Świata w 2009, 2010 i 2011, a dziesiąty w 2012.
Trzeci na mistrzostwach Rosji w 2005 i 2006 roku.